# Ángel Reyes
Ángel Reyes Camejo (* 1889 in Matanzas; † nach 1941) war ein kubanischer Komponist und Violinist.

## Leben und Wirken
Reyes studierte in Cienfuegos bei Cesar Bonafu und in Havanna bei Pedro Sanjuán. Er wurde Anhänger der unter dem Namen Sonido 13 bekannten Musiktheorie des mexikanischen Komponisten Julián Carrillo und leitete in Havanna eine Grupo Sonido 13. 1932 wurde er Kulturattaché in der Kubanischen Botschaft in Paris.
Später lebte Reyes in den USA, wo er an der University of Michigan und der Northwestern University unterrichtete. Er war auch Mitglied des Northwestern Piano Trio mit Gui Mombaerts (Klavier) und Dudley Powers (Cello). Er spielte zeitweise die berühmte Stradivari „Lipinski“, auf der er 1942 mit dem Orquesta Filarmónica de la Habana unter Massimo Freccia Glasunows Violinkonzert einspielte. Außerdem besaß er die „Bergonzi“ von Carlo Bergonzi.

## Sohn
Auch Reyes’ Sohn Ángel Reyes (1919–1988) machte sich einen Namen als Violinist. Der Schüler des Conservatoire de Paris erreichte 1937 den zehnten Platz beim internationalen Ysaye (Reine Elisabeth)-Wettbewerb in Brüssel, debütierte 1941 in der Carnegie Hall unter Eugene Ormandy und wirkte während rund 20 Jahren als Professor verschiedenen Universitäten der USA. Von 1965 bis 1968 war er Mitglied des Stanley Quartet.

## Werke
- Poema sinfónico
- Suite y Concierto para violín y orquesta
- Tambó para quinteto
- Yemayá para violín y piano
- Fantasía para arpa

| Personendaten    | Personendaten                            |
| ---------------- | ---------------------------------------- |
| NAME             | Reyes, Ángel                             |
| ALTERNATIVNAMEN  | Reyes Camejo, Ángel (vollständiger Name) |
| KURZBESCHREIBUNG | kubanischer Komponist und Violinist      |
| GEBURTSDATUM     | 1889                                     |
| GEBURTSORT       | Matanzas                                 |
| STERBEDATUM      | nach 1941                                |